# Brahmadesam

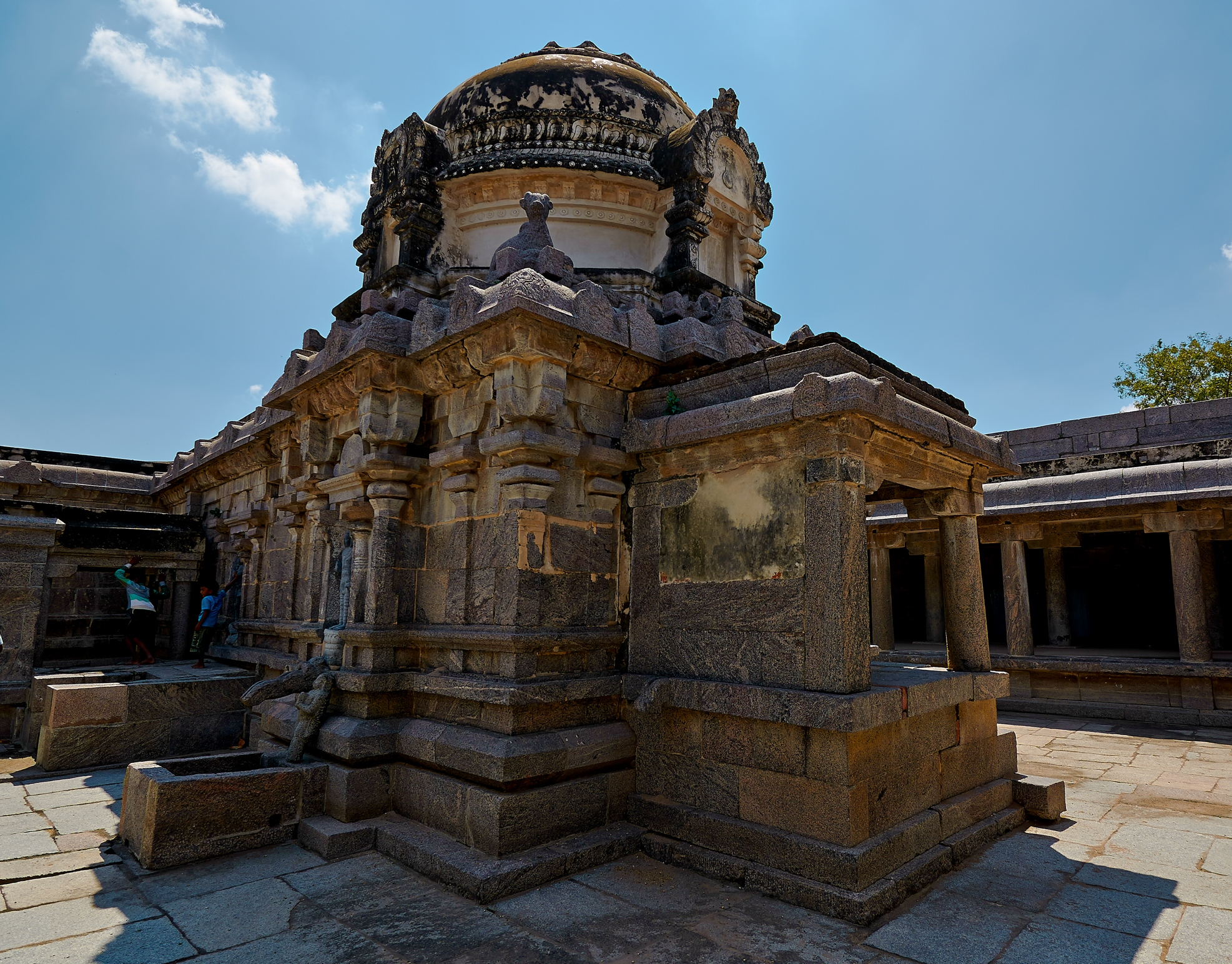
Brahmadesam – Brahmapurisvara-Tempel

Brahmadesam (Tamil: பிரம்மதேசம்) ist ein Dorf mit rund 2.000 Einwohnern im südindischen Bundesstaat Tamil Nadu. In der Umgebung des Ortes befinden sich zwei mittelalterliche Tempel aus der Chola-Zeit.

## Lage
Brahmadesam liegt ca. 27 km (Fahrtstrecke) nördlich der Distriktshauptstadt Viluppuram bzw. ca. 23 km südöstlich von Gingee in einer Höhe von ca. 60 m ü. d. M. Das Klima ist warm bis heiß; Regen fällt hauptsächlich während der Monsunmonate Juli bis Dezember.

## Bevölkerung
Der weitaus größte Teil der nahezu ausschließlich Tamil sprechenden Einwohner des Ortes sind Hindus; andere Religionen spielen in den ländlichen Regionen Indiens kaum eine Rolle. Der weibliche und der männliche Bevölkerungsanteil sind in etwa gleich hoch.

## Wirtschaft
Die Feldwirtschaft und in geringem Umfang auch die Viehzucht (Kühe, Hühner) bilden die Lebensgrundlage der Bevölkerung. Im Ort selbst leben auch Kleinhändler, Handwerker und Tagelöhner.

## Geschichte
Wie weit die Geschichte des Ortes zurückreicht ist unklar; seine Blütezeit ist jedenfalls stark mit der Person des Chola-Herrschers Rajaraja I. (reg. 985–1014) verknüpft, dessen Inschriften sich an beiden Tempeln finden, ohne dass er jedoch ausdrücklich als Stifter genannt wird.

## Sehenswürdigkeiten
- Der Patalesvara-Tempel ist dem Hindu-Gott Shiva geweiht. In ihm findet sich eine Inschrift aus dem Jahr 1009, doch dürfte der auf einer ca. 2 m hohen Sockelzone errichtete Tempel aufgrund seiner Architektur schon im späten 10. Jahrhundert entstanden sein. Die Außenwände der flachgedeckten Vorhalle (mandapa) und der Cella (garbhagriha) sind reich gegliedert (an den Kanten abgeschrägte Pilaster, Wandnischen etc.). Über einem Traufgesims mit kleinen Blendfenstern (kudus) befinden sich im Bereich der Cella 8 liegende Nandi-Bullen. Dazwischen erhebt sich ein aus Ziegelsteinen gemauerter und ursprünglich mit einer dünnen Stuckschicht überzogener runder gebäudeartiger Aufsatz mit 4 Scheinportalen, der in einer für die Hindu-Architektur äußerst ungewöhnlichen Kuppel abschließt. In der Umgebung des Tempels finden sich zahlreiche Steine, die auf ehemals existente weiter Bauten schließen lassen.
- Der Brahmapurisvara-Tempel steht inmitten eines ummauerten Tempelbezirks. Er dürfte etwas später entstanden sein als der Patalesvara-Tempel, denn seine Architektur und sein Figurenschmuck sind etwas entwickelter als sein Pendant. Der von liegenden Nandi-Bullen umgebene runde Turmaufbau endet ebenfalls in einer Kuppelform. Die Figuren zeigen u. a. den dreiköpfigen Gott Brahma, aber auch Shiva ist als Nataraja oder aber in der Feuersäule (Lingam) vertreten.